# Don Letts
Don Letts (Londres, Inglaterra, 10 de enero de 1956 (69 años) es un director de cine y músico directamente involucrado con el surgimiento del movimiento punk en el Reino Unido a fines de los años 1970.

## Biografía
Letts comenzó trabajando como empleado de ventas en una tienda de ropa, Acme Attractions; luego cambió su profesión a DJ y, finalmente, a director cinematográfico. Sus películas más reconocidas fueron los documentales The Punk Rock Movie, que brinda una detallada descripción de los inicios del punk en el Reino Unido, y el ganador de un premio Grammy en 2003 Westway to the World, que narra en detalle la carrera de la popular banda The Clash. Además, Don Letts grabó un EP en 1978 junto a Keith Levene, Jah Wobble (De Public Image Ltd.) y Steel Leg titulado Steel Leg v the Electric Dread.
Trabajó como DJ en el Roxy durante la primera ola del punk en Inglaterra. Sin embargo, dada la limitada cantidad de música punk disponible durante los primeros años del movimiento, el DJ incluyó frecuentemente reggae y dub en sus sets, fomentando de esta manera la fusión de estilos que luego se evidenciaría en canciones de grupos punk como (White Man) In Hammersmith Palais de The Clash. Con relación a esto último, por su buena relación con los integrantes de The Clash una foto suya fue utilizada como portada del álbum recopilatorio Black Market Clash.
Con el tiempo, también sería uno de los miembros fundadores de Big Audio Dynamite, la banda post-Clash del guitarrista Mick Jones. En los últimos años, Don Letts escribió su autobiografía, Culture Clash: Dread Meets Punk Rockers, y desde 2007 presenta su propio programa radial.

## Filmografía
- The Punk Rock Movie (1978)
- The Pretenders: The Singles (1988) (video de "Back on the Chain Gang")
- Dancing in the Streets: Planet Rock (1997)
- Dancehall Queen (1997)
- The Clash: Westway to the World (2000)
- The Pretenders: Greatest Hits (2000) (video de "Back on the Chain Gang")
- The Essential Clash (DVD) (2003)
- One Love (2003)
- Making of 'London Calling': The Last Testament (2004)
- Punk: Attitude (2005)
- The Right Spectacle: The Very Best of Elvis Costello - The Videos (2005)
- Gil Scott-Heron: The Revolution Will Not Be Televised (2005)
- Sun Ra: Brother From Another Planet (2005)
- The Jam: The Making of All Mod Cons (2006)
- George Clinton: Tales of Dr. Funkenstein (2006)
- Franz Ferdinand: Rock it to Rio (2006)
- Saicomania: 1964-1966[1][2] (2011)